# Dimension Films
Dimension Films é uma produtora de filmes fundada em 1992 e atualmente de propriedade da Lantern entertainment. Anteriormente pertenceu a The Weinstein Company, mas em 2018 essa entrou com pedido de falência devido a pesadas perdas financeiras e todos os seus ativos foram comprados pela Lantern capital que em seguida fundou a Lantern entertainment  como sucessora da antiga empresa que então se tornando a nova dona de todos os ativos, incluindo o catalogo de filmes e a produtora Dimension films.

## Lista de Filmes

### Lançados na época Disney's Miramax
- Bad Santa(2003)
- The Crow (1994)(com Miramax Films)
- The Crow: Salvation(2000)
- Children of the Corn III: Urban Harvest(1995)
- Children of the Corn IV: The Gathering
- Children of the Corn V: Fields of Terror
- Children of the Corn 666: Isaac's Return
- Children of the Corn: Revelation
- Cinderella Man (com DreamWorks Pictures)
- Cursed
- Darkness (2002)
- From Dusk till Dawn (com Miramax Films)
- Equilibrium (2002)
- Ella Enchanted (Com Spyglass Entertainment)
- Feast
- Feast 2: Sloppy Seconds
- Feast 3: The Happy Finish
- Halloween: The Curse of Michael Myers
- Halloween H20: 20 Years Later
- Halloween: Resurrection
- Hellraiser III: Hell On Earth
- Hellraiser: Bloodline
- Hellraiser: Inferno
- Hellraiser: Hellseeker
- Hellraiser: Deader
- Hellraiser: Hellworld
- Hugless
- The Legend of Drunken Master
- The Lemon Sisters
- A Man of His Word (co-produzido com 20th Century Fox)
- Mother's Boys
- Mr. 3000 (com Touchstone Pictures)
- Once Upon a Time in Mexico (com Columbia Pictures)
- Scary Movie
- Scary Movie 2
- Scary Movie 3
- Scream
- Scream 2
- Scream 3
- As Aventuras de Sharkboy e Lavagirl em 3-D (com TriStar Pictures, Touchstone Pictures)
- Sin City
- Spy Kids
- Spy Kids 2: The Island of Lost Dreams
- Spy Kids 3: Game Over
- Starsky & Hutch (com Warner Bros.)
- Venom (2005)
- Wes Craven Presents: They (2002)(com Focus Features)

### Lançados pela The Weinstein Company
- Hell Ride (2008)
- 1408 (2007)(co-distribuido com Metro-Goldwyn-Mayer e Weinstein Company)
- The Amityville Horror (2005)(com Metro-Goldwyn-Mayer)
- Automaton Transfusion (2006)(com The Weinstein Company)
- Black Christmas (2006)(co-distribuido com Metro-Goldwyn-Mayer)
- The Brothers Grimm (2005)(com Metro-Goldwyn-Mayer)
- Buried Alive (2007)
- DOA: Dead or Alive
- The i Inside
- Jeepers Creepers : Le Chant du diable
- Jay and Silent Bob Strike Back
- Grindhouse
- Halloween (2007)(co-distribuido com Metro-Goldwyn-Mayer)
- Halloween II (2009)
- The Mist (co-distribuido com Metro-Goldwyn-Mayer)
- Pulse (2006)
- Scary Movie 4 (com Miramax Films)
- School for Scoundrels (2006)(co-distribuido com Metro-Goldwyn-Mayer)
- Soul Men (distribuido com Metro-Goldwyn-Mayer)
- Superhero Movie
- Scary Movie 5 (2013)
- Who's Your Caddy? (co-distribuido com Metro-Goldwyn-Mayer) (produzido por Our Stories Films)
- scream 4 (2011)